# 新照院町
新照院町（しんしょういんちょう）は、鹿児島県鹿児島市の町。旧鹿児島府下新照院通町、鹿児島市新照院通町。郵便番号は890-0016。人口は1,770人、世帯数は1,124世帯（2020年4月1日現在）。新照院町の全域で住居表示を実施している。

## 地理
鹿児島市中部、甲突川下流域に位置している。町域の北方には草牟田、城山町、長田町、南方には平之町、山下町、照国町、西方には城西、鷹師、東方には城山町がそれぞれ隣接している。町域の西端を国道3号が南北に通っており、鹿児島本線が東西に通っている。
また、鹿児島県内各地で7月から8月上旬頃まで行われる六月灯は町内に所在していた上山寺の観音像を作り替えた際に島津光久が多くの灯篭を献灯したことを発祥としている。

### 河川
- 甲突川

### 町名の由来
新照院町という町名はかつて区域内に新照院（新昌院とも）という寺院があり、その寺院の名称に由来しているとされている。

## 歴史
江戸時代の「薩藩沿革地図」によれば上山寺、新照院（新昌院とも）、大徳寺、柿本寺などの寺が集まる地域であったとされる。明治時代の初期頃には鹿児島府下の新照院通町であった。
1888年（明治21年）に公布された市制（明治21年法律第1号）に基づき、1889年（明治22年）2月2日に官報に掲載された「 市制施行地」（内務省告示第1号）によって鹿児島が市制施行地に指定された。3月5日には鹿児島県令第26号によって鹿児島郡のうち50町村が市制による鹿児島市の区域と定められ、4月1日に市制が施行されたのに伴い、鹿児島郡50町村（山下町、平之馬場町、新照院通町、長田町、冷水通町、上竜尾町、下竜尾町、池之上町、鼓川町、稲荷馬場町、清水馬場町、春日小路町、車町、恵美須町、小川町、和泉屋町、浜町、向江町、栄町、柳町、易居町、中町、金生町、東千石馬場町、西千石馬場町、汐見町、泉町、築町、生産町、六日町、新町、松原通町、船津町、呉服町、大黒町、堀江町、住吉町、新屋敷通町、加治屋町、山之口馬場町、樋之口通町、薬師馬場町、鷹師馬場町、西田町、上之園通町、高麗町、下荒田町、荒田村、西田村、塩屋村）の区域より鹿児島市が成立した。それまでの新照院通町は鹿児島市の町「新照院通町」となった。1899年（明治32年）には町名から通を取り、「新照院町」に改称した。
1907年（明治40年）7月6日には甲突川が氾濫し新照院町が浸水し、1911年（明治44年）6月22日・9月21日にも甲突川が氾濫し家屋浸水の被害に遭った。第二次世界大戦中の1945年（昭和20年）4月8日にはアメリカ軍の空襲によって新照院町の区域も爆撃された（鹿児島大空襲）。
1976年（昭和51年）7月5日に新照院地区において住居表示が実施されることとなった。町域の変更はなく新照院町の全域で住居表示が実施された。1986年（昭和61年）7月10日には集中豪雨（昭和61年7月豪雨）の影響で新照院町においてがけ崩れが発生した。

## 人口
以下の表は国勢調査による小地域集計が開始された1995年以降の人口の推移である。
| 年                 | 人口  |
| ------------------ | ----- |
| 1995年（平成7年）  | 1,966 |
| 2000年（平成12年） | 1,950 |
| 2005年（平成17年） | 1,975 |
| 2010年（平成22年） | 1,877 |
| 2015年（平成27年） | 1,817 |

## 施設

### その他
- SHIROYAMA HOTEL kagoshima（旧・城山観光ホテル）

## 小・中学校の学区
市立小・中学校の学区（校区）は以下の通りである。
| 町丁     | 番・番地 | 小学校                 | 中学校               |
| -------- | -------- | ---------------------- | -------------------- |
| 新照院町 | 全域     | 鹿児島市立草牟田小学校 | 鹿児島市立城西中学校 |

## 交通
鉄道は鹿児島本線が町内を通過しているが駅は所在していない。最寄り駅は鹿児島中央駅。かつては鹿児島市電伊敷線が通っていた。

### 道路
一般国道
- 国道3号

### バス
鹿児島市営バス、JR九州バス、南国交通、鹿児島交通の路線バスが通っている。

## 新照院町出身の著名な人物

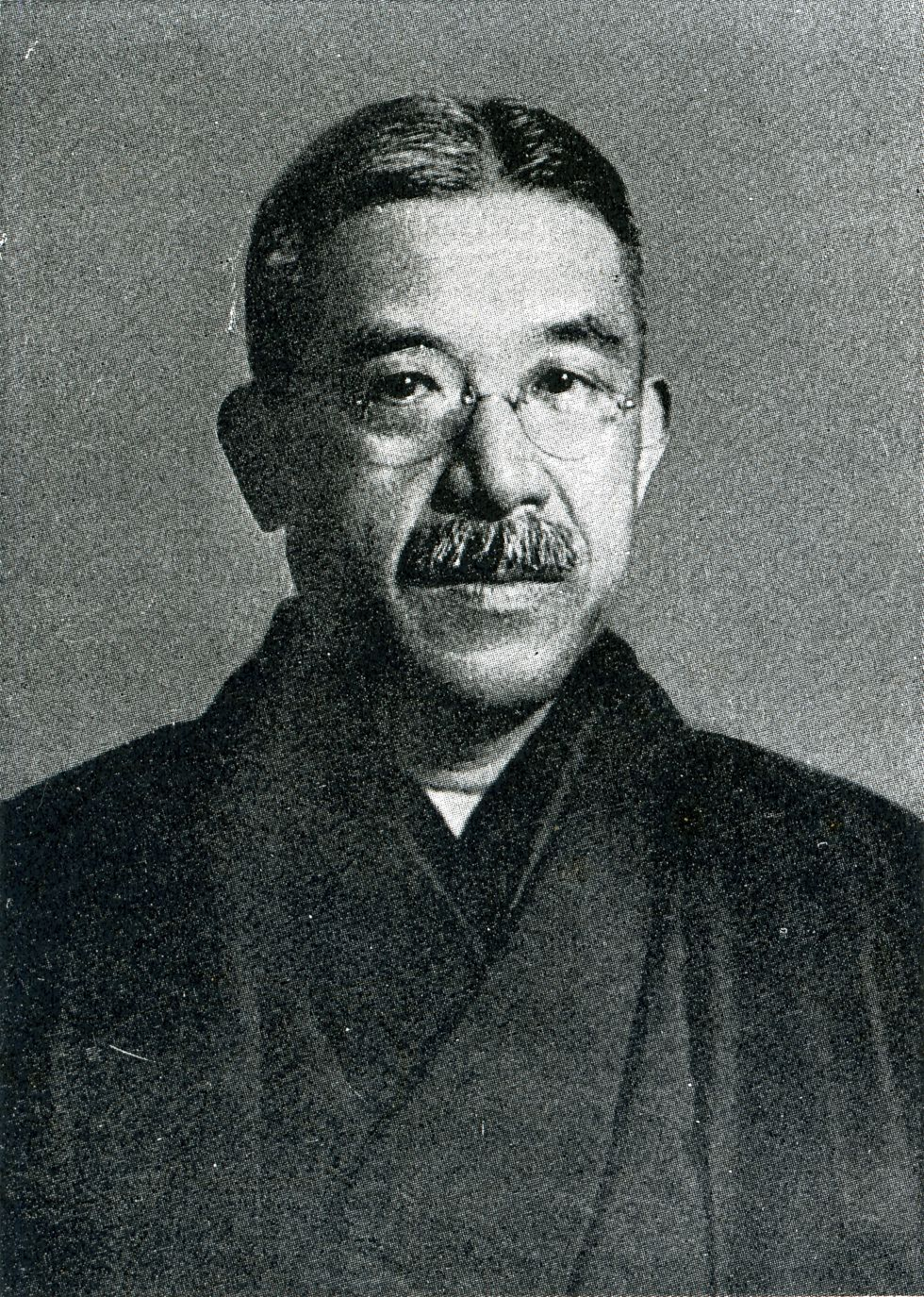
床次竹二郎

- 大久保利武 - 貴族院議員・鳥取県知事・大分県知事・埼玉県知事（大久保利通の三男）
- 床次竹二郎 - 政治家、衆議院議員、内務大臣、鉄道大臣、逓信大臣
- 新納忠之介 - 彫刻家、生涯で2,631躰の仏像修復を手掛け、日本美術院第二部の主事を務めた。新照院町19-28には誕生地プレートが設置されている。